# Micropsectra confundendus
Micropsectra confundendus är en tvåvingeart som först beskrevs av Jean-Jacques Kieffer 1911.  Micropsectra confundendus ingår i släktet Micropsectra och familjen fjädermyggor. Inga underarter finns listade i Catalogue of Life.